# 捕手防御率
捕手防御率（ほしゅぼうぎょりつ、CERA:Catcher's ERA）は、ある捕手が投球を受けている時の投手の防御率を算出する、MLBで用いられている指標である。試合における各捕手の影響力を測定する事を目的とする。

## 概要
1989年にクレイグ・ライトが彼の著書でその概念を初めて説明している。ライトはこの指標を使って捕手ごとの投手の投球内容を比較する事によって、捕手がチームの投手陣に与える影響力を判定しようとした。

### 捕手のリードについて
しかし、同じ投手陣＆守備陣で、捕手が残した防御率の差によりリードを判断していくためにサンプルサイズが少なく、多大なノイズも含んでいる問題点が指摘されている。セイバーメトリクス専門のシンクタンク、Baseball Prospectusのキース・ウルナーは1981年から1997年までの17年間の計6347組の検証を行い、「同じ投手を違う捕手がリードしたケースを調べると盗塁阻止や捕球による失点の変動（捕手の守備機会）の影響を取り除くと年間1.6失点、防御率でいうと0.01程度になり、ほとんどランダムとなる」として統計的に有意のあるほどの影響力を持つスキルでは無いと結論付けている。
一方で盗塁阻止や捕逸、フレーミング（捕球によって際どいコースをストライクにする技術）で捕手の失点阻止力に一定の差が出る事が判明している
。

### 守備防御点
捕手の守備防御点は捕手防御率、盗塁阻止、バント処理をベースに評価を行う

。